# Gideons International
Асоціація Євангельських Християн Гедеон (також відома як Біблія Гедеона, англ. Gideon's Bible) — євангельська протестантська організація, що займається поширенням безкоштовних примірників Біблії більш ніж 80 мовами у 200 країнах світу, переважно через кімнати в готелях та гуртожитках. Товариство було засновано в 1899 році в місті Боскобел, штат Вісконсин, як позаконфесійна організація, присвячена євангелізму.
Майже 76,9 млн біблій Гедеона було видано у 2007 році. Близько двох мільярдів примірників було поширено з 1908 року. У Росії і країнах колишнього СРСР асоціація здійснює свою діяльність з 1989 року

## Згадки в попкультурі
- Rocky Raccoon — пісня «Бітлз» з альбому The Beatles («Білого альбому»).
- Locomotive Breath — пісня Джетро Талл з альбому Aqualung.